# Antoine Hogguer
Antoine Hogguer de Saint-Gall, baron de Presles, né à Lyon en 1682 et mort à Paris 1767, est un banquier suisse.

## Biographie
Plus jeune des frères Hogguer, une famille de marchands originaire de Saint-Gall, Antoine Hogguer reçoit de son père en 1698 la somme de cent-mille écus (trois-cents-mille livres) pour entrer dans les affaires. Il devint millionnaire l'année suivante, à seulement 17 ans.
De 1704 à 1708 sa famille finança les guerres de Louis XIV.
Entre 1705 et 1707, il racheta et fit aménager la folie Desmares à Châtillon (construite par le danseur Claude Ballon) pour sa maîtresse Charlotte Desmares, comédienne de la Comédie-Française, qui y habita,. C'est aussi pour elle qu'il commissionna l'architecte François Debias-Aubry pour les travaux de construction de l'hôtel de Villeroy, bâtiment devenu aujourd'hui le siège du ministère de l'Agriculture.
En 1709, il finança la guerre de Succession d'Espagne en prêtant douze millions de livres aux armées en Alsace et en Espagne.
Acquéreur de la terre de Presles, érigée pour lui en baronnie en 1712, il est également anobli l'année suivante, par le roi de Suède Charles XII. En cette même année 1713, il achète l'hôtel de Rothelin, rue de Grenelle.
En 1722, alors qu'il est conseiller au conseil royal de commerce de Suède, il épouse sa maîtresse, Charlotte Desmares.
Grand prêteur et dépensier (dès 1715, le Trésor lui devait 6 millions de livres), Antoine Hogguer est ruiné dès la fin des années 1720. Ainsi, en 1730, un arrêt annonce sa faillite, et il est contraint de revendre toutes ses prestigieuses acquisitions les unes après les autres.
Il passe les dernières décennies de sa vie dans l'oubli, vivant aux crochets de son épouse Charlotte Desmares.